# فراشبند
فراشبند (بالفارسية: فراشبند) هي مدينة تقع في إيران في البلدة المركزية. يقدر عدد سكانها بـ 17,142 نسمة وترتفع عن سطح البحر 775 متر.